# Elizabeth Stuart
Elizabeth Stuart (født 19. august 1596, død 13. februar 1662) var den eneste overlevende datter af kong Jakob 6. af Skotland og 1. af England og hans danskfødte dronning Anna (datter af kong Frederik 2. af Danmark-Norge). 

## Vinterdronningen
Elizabeth Stuart giftede sig med Frederik 5. af Pfalz i det kongelige kapel i Palace of Whitehall den 14. februar 1613. Frederik 5. var kurfyrste af Pfalz. Han er også kendt som Vinterkongen, fordi han var konge af Bøhmen i 1619-1620. Tilsvarende er Elizabeth Stuart kendt som Vinterdronningen.

## Børn
Elizabeth Stuart og Frederik af Pfalz fik følgende børn: 
1. Frederik Henrik (1614–1629)—(druknet)
2. Karl Ludwig (1617–1680), blev Kurfyrste af Pfalz i 1648
3. Elisabeth (1618–1680)
4. Rupert (1619–1682), kendt fra den Engelske borgerkrig.
5. Maurice (1620–1652), som også kæmpede i den Engelske borgerkrig.
6. Louise Hollandine (1622–1709)
7. Ludvig (1624–1625)
8. Edward (1625–1663)
9. Henrietta Maria (1626–1651)
10. Johan Philip Frederik (1627–1650)
11. Charlotte (1628–1631)
12. Sophia (1630–1714), gift med kurfyrste Ernst August af Hannover. Sofia var mor til Georg 1. af Storbritannien og dermed stammoder til samtlige britiske regenter siden 1714.
13. Gustav Adolph (1632–1641)